# Zemenó
Zemenó (Zemeno) är en ort i Grekland.   Den ligger i prefekturen Nomós Korinthías och regionen Peloponnesos, i den centrala delen av landet, 100 km väster om huvudstaden Aten. Zemenó ligger 571 meter över havet och antalet invånare är 240.
Terrängen runt Zemenó är huvudsakligen kuperad, men åt nordväst är den bergig. Runt Zemenó är det ganska tätbefolkat, med 96 invånare per kvadratkilometer. Närmaste större samhälle är Xylókastro, 5,8 km norr om Zemenó. 